# 한국은행 (대한제국)
한국은행(韓國銀行, The Bank of Korea)은 한국 최초의 국립 은행으로, 1909년(융희 3년) 7월에 공포된 '한국은행조례'에 따라 경성부에 설치된 대한제국의 중앙은행이었다. 한국 정부 30%, 일본인의 68%의 출자로 자본금 1,000만원의 주식회사 한국은행으로 1909년 11월에 설립되었다. 이 은행은 제일은행 조선지점의 업무, 권리·의무, 점포와 직원을 대부분 승계하였고, 총재 등 중역은 모두 일본인이었다. 1909년 11월부터 영업을 시작한 한국은행은 1엔, 5엔, 10엔의 한국은행권 발행을 시작했다. 1910년(융희 4년) 10월 2일 한일 합방 조약 체결로 대한제국 정부가 일본제국에 의해 흡수, 병합됨에 따라 1911년 3월 공포된 '조선은행법'에 따라 조선총독부 산하의 조선은행으로 개편, 재출범했다.

## 같이 보기
- 한국은행
- 대한제국
- 한일 합방 조약
- 조선은행

## 참고자료
- 《문답으로 읽는 20세기 한국경제사》,정태헌 저. 역사문제연구소 기획. 역사비평사